# Liste der Komponisten/E

## Ea
- David Earl (* 1951)
- Brian Easdale (1909–1995)
- Michael East (um 1580–1648)
- Michael Easton (1954–2004)
- Thomas Hugh Eastwood (1922–1999)
- John Eaton (1935–2015)
- Richard Eaton (1914–1968)

## Eb
- Thomas Ebdon (1738–1811)
- Johann Georg Ebeling (1637–1676)
- Heinrich Carl Ebell (1775–1824)
- Petr Eben (1929–2007)
- Horst Ebenhöh (1930–2022)
- Anton Eberl (1765–1807)
- Daniel Eberlin (1647–1715)
- Johann Ernst Eberlin (1702–1762)
- Carl Friedrich Ebers (1770–1836)
- Franz Carl Adelbert Eberwein (1786–1868)
- Traugott Maximilian Eberwein (1775–1831)
- Matthias Ebio (1591–1676)
- Wolfgang Ebner (1612–1665)

## Ec
- Johannes Eccard (1553–1611)
- Henry Eccles (um 1680 bis um 1740)
- John Eccles (um 1668–1735)
- Solomon Eccles (1618–1683)
- Solomon II Eccles (1649–1710)
- Victorino Echevarría López (1898–1963)
- Friedrich Johann Eck (1767–1838)
- Johann Gottfried Eckard (1735–1809)
- Matthias Eckel (frühes 16. Jahrhundert)
- Sixten Eckerberg (1909–1991)
- Gerald Eckert (* 1960)
- Sophie-Carmen Eckhardt-Gramatté (1899–1974)

## Ed
- Yitzhak Edel (1896–1973)
- Jean Frédéric Edelmann (1749–1794)
- Helmut Eder (1916–2005)
- Erich Eder de Lastra (* 1933)
- Hermann Edlerawer (tätig um 1440–45)
- Lars Edlund (1922–2013)
- Mikael Edlund (* 1950)
- Swante Edlund (* 1946)
- Christopher Edmunds (1899–1990)
- John Edmunds (1913–1986)
- George Edwards (1943–2011)
- Julian Edwards (1855–1910)
- Richard Edwards (1524–1566)
- Ross Edwards (* 1943)

## Ee
- Jan van den Eeden (1842–1917)
- René Eespere (* 1953)

## Ef
- Cecil Effinger (1914–1990)
- Florin Eftimescu (1919–1974)

## Eg
- Klaus Egge (1906–1979)
- Arne Eggen (1881–1955)
- Erik Eggen (1877–1957)
- Joachim Nicolas Eggert (1779–1813)
- Moritz Eggert (* 1965)
- Anne Eggleston (1934–1994)
- Grigor Egiazaryan (1908–1988)
- Werner Egk (1901–1983)
- Johann Heinrich Egli (1742–1810)
- Béni Egressy (1814–1851)
- Ján Egry (1824–1908)
- Manuel de Egüés (1657–1729)

## Eh
- Louis Ehlert (1825–1884)
- Carl Ehrenberg (1878–1962)
- Abel Ehrlich (1915–2003)

## Ei
- Julius Eichberg (1824–1893)
- Henry Eichheim (1870–1942)
- Dietrich Eichmann (* 1966)
- Adelheid Eichner (1760/62–1787)
- Ernst Eichner (1740–1777)
- Johann Christian Gottlob Eidenbenz (1761–1799)
- Richard Eilenberg (1848–1927)
- Herbert Eimert (1897–1972)
- Sigfús Einarsson (1877–1939)
- Gottfried von Einem (1918–1996)
- Maija Einfelde (* 1939)
- Dieter Einfeldt (* 1935)
- Carl Joseph Einwald (um 1679–1753)
- Karólina Eiriksdóttir (* 1951)
- Johann Philipp Eisel (1698 bis nach 1756)
- Thomas Eisenhut (1644–1702)
- Đuro Eisenhuth (1841–1891)
- Will Eisenmann (1906–1992)
- Max Eisikovits (1908–1983)
- Hanns Eisler (1898–1962)
- Will Eisma (* 1929)
- Esteban Eitler (1913–1960)

## Ej
- Konstantin Ejges (1875–1950)
- Oleg Ejges (1905–1992)

## Ek
- Gunnar Ek (1900–1981)
- Jan Ekier (1913–2014)
- Viktor Ekimowsky (* 1947)
- Hans Eklund (1927–1999)
- Makar Grigori Ekmalyan (1856–1905)
- Eleonora Eksanischwili (1919–2003)

## El
- Halim El-Dabh (1921–2017)
- Bechara El-Khoury (* 1957)
- Piotr Elert (um 1575 – um 1653)
- Edward Elgar (1857–1934)
- Brian Elias (* 1948)
- Manuel de Elías (* 1939)
- Anders Eliasson (1947–2013)
- Bentsion Eliezer (1920–1993)
- Ernst Henrik Ellberg (1868–1948)
- Heino Eller (1887–1970)
- Stéphan Elmas (1864–1937)
- Ernesto Elorduy (1855–1913)
- Jean-Claude Eloy (* 1938)
- Józef Elsner (1769–1854)
- Antoine Elwart (1808–1877)
- Herbert Elwell (1898–1974)

## Em
- Jens Laursøn Emborg (1876–1957)
- Maurice Emmanuel (1862–1938)
- Huib Emmer (* 1951)
- Simon Emmerson (1956–2023)
- František Gregor Emmert (1940–2015)

## En
- Juan del Encina (1468–1529)
- George Enescu (1881–1955)
- Joel Engel (1868–1927)
- Paul Engel (1949–2025)
- Hans-Ulrich Engelmann (1921–2011)
- Giuseppe Giorgio Englert (1927–2007)
- Einar Englund (1916–1999)
- August Enna (1859–1939)
- Sebastiano Enno (1621–1678)
- Manuel Enriquez (1926–1994)

## Eo
- Péter Eötvös (1944–2024)

## Er
- Donald Erb (1927–2008)
- Christian Erbach (um 1570–1635)
- Heimo Erbse (1924–2005)
- Francesco Eredi (um 1580 bis nach 1629)
- Susanne Erding (* 1955)
- Hermann Erdlen (1893–1972)
- Dietrich Erdmann (1917–2009)
- Eduard Erdmann (1896–1958)
- Arno Erfurth (1908–1975)
- Daniel Erich (1649–1712)
- Robert Erickson (1917–1997)
- Hans-Ola Ericsson (* 1958)
- Josef Eriksson (1872–1957)
- Ferenc Erkel (1810–1893)
- Ulvi Cemal Erkin (1906–1972)
- Camille Erlanger (1863–1919)
- Philipp Heinrich Erlebach (1657–1714)
- Erhart Ermatinger (1900–1966)
- Ermend-Bonnal (1880–1944)
- Federico Ermirio (* 1950)
- Franz Anton Ernst (1745–1805)
- Heinrich Wilhelm Ernst (1814–1865)
- Iván Eröd (1936–2019)
- Jean Paul Ertel (1865–1933)

## Es
- Peter Escher (1915–2008)
- Rudolf Escher (1912–1980)
- Andrei Jakowlewitsch Eschpai (1925–2015)
- Jakow Andrejewitsch Eschpai (1890–1963)
- Luis Antonio Escobar (1925–1993)
- Francisco Escudero (1913–2002)
- Hilárion Eslava y Elizondo (1807–1878)
- Nicolás Ruiz Espadero (1832–1890)
- Óscar Esplá y Triay (1886–1976)
- Heinrich Esser (1818–1872)
- Karlheinz Essl (* 1960)
- Eszterházy Pál (1635–1713)
- Pablo Esteve y Grimau (1734–1794)
- Antonio Estévez (1916–1988)
- Paschal de l' Estocart (1539–1591)
- Carlos Estrada (1909–1970)
- Julio Estrada (* 1943)
- Blanca Estrella de Méscoli (1915–1986)

## Et
- Gian Francesco Eterardi (im 18. Jahrhundert)
- Keiko Etō (1953–2021)
- Jean Ethridge (* 1943)
- Mariano Etkin (1943–2016)
- Caspar Ett (1788–1847)
- Karl Etti (1912–1996)

## Eu
- Akin Euba (1935–2020)

## Ev
- Antiochos Evangelatos (1903–1981)
- José Evangelista (1943–2023)
- Franco Evangelisti (1926–1980)
- Alphonse d’Ève (1666–1727)
- Pierre Even (* 1946)
- Bernt Kasberg Evensen (* 1944)
- Kristian Evensen (* 1953)
- Jury Everhartz (* 1971)
- Carl Evers (1819–1875)
- Robert Evett (1922–1975)

## Ex
- André-Joseph Exaudet (um 1710–1762)

## Ey
- Joseph von Eybler (1765–1846)
- Jacob van Eyck (um 1590–1657)
- Ernest van der Eyken (1913–2010)
- Eberhard Eyser (* 1932)
- Edmund Eysler (1874–1949)